# 布萊恩·賈爾斯
布萊恩·史蒂芬·賈爾斯（英語：Brian Stephen Giles，1971年1月20日—），為前美國職棒大聯盟的外野手，他生涯曾效力於印地安人、海盜與教士等隊。
他的弟弟Marcus Giles也是一名大聯盟選手，兩人曾在2007年同隊過。

## 職業生涯

### 克里夫蘭印地安人
1989年美國職棒大聯盟選秀，印地安人在第17輪選進賈爾斯。1995年，賈爾斯登上大聯盟。這年他在小樣本的打數中繳出5成56的打擊率。1997年，他開始在大聯盟站穩腳步。接下來兩年，賈爾斯都能穩定繳出2成50左右的打擊率，並敲出至少15轟與超過60分打點。

### 匹茲堡海盜
1998年11月18日，印地安人將賈爾斯交易到海盜，換來Ricardo Rincón。
1999年，賈爾斯的打擊能力大幅進步，並展現他極佳的本壘板紀律。他連續四年都能敲出至少35轟，且沒有一年的打擊率低於2成98。2000年，他打回123分打點，只差8分就能打破1927年保羅·華納單季131分打點的隊史紀錄。他也是海盜隊史首位連兩年能繳出單季3成以上打擊率，並敲出30轟與100分打點以上成績的球員。
2001年，賈爾斯的出賽數、安打數和得分都寫下單季個人最高紀錄。8月9日，他敲出生涯第100轟。該年他敲出37轟與95分打點。2002年，他獲得135次保送，在國聯僅次於貝瑞·邦茲。他平均13.1個打數就能開轟，排在國聯第三。這年他繳出2成98的打擊率，並敲出38轟與103分打點。

### 聖地牙哥教士
2003年8月26日，海盜將賈爾斯交易到教士，換來傑森·貝、奧利佛·培瑞茲和Corey Stewart。
在教士的三年間，賈爾斯都能出賽至少150場。2005年，他獲得聯盟最多的119次保送。不過他在2006年只繳出2成63的打擊率。2006年5月14日，他單場獲得5次保送，差一次就能追平大聯盟紀錄。2007年，由於弟弟Marcus加入教士，因此成為自由球員的賈爾斯再和球隊續簽一年合約。
2008年，賈爾斯發動拒絕交易條款，拒絕球隊將他交易到紅襪。2009年，賈爾斯的打擊率是生涯新低的1成91。後來他在7月因為右膝關節炎，導致剩餘球季報銷。
2010年12月7日，賈爾斯與道奇簽下小聯盟約。但他只在春訓出賽兩場比賽便宣布退休。

## 個人生活
賈爾斯曾被前女友指控在2002年期間屢次毆打她，導致女方流產。不過陪審團認為男女雙方都有互相對彼此進行家暴的行為，因此陪審團反而認為女友須歸還賈爾斯價值10萬7000美元的訂婚戒指，或是直接支付現金。這項指控導致賈爾斯的代言合約被終止，教士甚至後來在2018年與賈爾斯兄弟切割關係。

## 生涯打擊成績
| 出賽次數 | 打席 | 打數 | 得分 | 安打 | 二安 | 三安 | 全壘打 | 打點 | 盜壘 | 保送 | 三振 | 打擊率 | 上壘率 | 長打率 | OPS  |
| -------- | ---- | ---- | ---- | ---- | ---- | ---- | ------ | ---- | ---- | ---- | ---- | ------ | ------ | ------ | ---- |
| 1847     | 7836 | 6527 | 1121 | 1897 | 411  | 55   | 287    | 1078 | 109  | 1183 | 835  | .291   | .400   | .502   | .902 |

## 外部連結
- 球員資訊和成績在MLB ，ESPN ，Retrosheet ，Baseball Reference ，Fangraphs ，The Baseball Cube （英文）